# Matthias Heidemann
Matthias Heidemann (Colonia, Imperio alemán, 7 de febrero de 1912-30 de noviembre de 1970) fue un futbolista alemán que jugaba como delantero.

## Selección nacional
Fue internacional con la selección alemana en 3 ocasiones. Formó parte de la selección que obtuvo el tercer lugar en la Copa del Mundo de 1934.

### Participaciones en Copas del Mundo
| Mundial                        | Sede   | Resultado    | Partidos | Goles |
| ------------------------------ | ------ | ------------ | -------- | ----- |
| Copa Mundial de Fútbol de 1934 | Italia | Tercer lugar | 1        | 0     |

## Clubes
| Club          | País          | Año       |
| ------------- | ------------- | --------- |
| Bonner FV     | Alemania nazi | 1932-1934 |
| Werder Bremen | Alemania nazi | 1934-1939 |

## Palmarés

### Campeonatos regionales
| Título                | Club          | País          | Año  |
| --------------------- | ------------- | ------------- | ---- |
| Gauliga Niedersachsen | Werder Bremen | Alemania nazi | 1936 |
| Gauliga Niedersachsen | Werder Bremen | Alemania nazi | 1937 |